# Magyarországi népszavazások
Magyarországon a népszavazás és az európai polgári kezdeményezés alapvető szabályait és elveit az Alaptörvény fekteti le 8. cikkében. A részletes szabályokról a népszavazás kezdeményezéséről, az európai polgári kezdeményezésről, valamint a népszavazási eljárásról szóló 2013. évi CCXXXVIII. törvény rendelkezik.
A népszavazás lehet országos, illetve helyi, előbbi esetben ügydöntő (azaz az Országgyűlésre nézve kötelező érvényű). Másik csoportosítás szerint pedig létezik kötelező és fakultatív népszavazás.

## A népszavazás hatályos jogi szabályozása Magyarországon

### Általános szabályok
Az országos népszavazás elrendelése alapján beszélhetünk kötelezően, illetve mérlegelés alapján elrendeltről (fakultatív népszavazás). Mindkét esetben ügydöntő, kötőerővel bíró a népszavazás eredménye. Az Országgyűlés – ha a népszavazás törvényalkotási kötelezettséget keletkeztet – köteles a szavazás napjától számított száznyolcvan napon belül az érvényes és eredményes népszavazás döntésének megfelelő törvényt megalkotni, mely döntés a törvény kihirdetésétől számított három évig az Országgyűlésre kötelező. A népszavazást az elrendelését követő 50 napon túli időpontra úgy kell kitűzni, hogy az ne essen a törvényben meghatározott napokra. A törvény kimondja, hogy nem lehet népszavazást tartani az országgyűlési, illetve a helyi önkormányzati képviselők általános választásának a napján, valamint a választásokat megelőző és követő 41 napon belül.

### Országos népszavazás[2]
Legalább kétszázezer választópolgár kezdeményezésére az Országgyűlés országos népszavazást rendel el. A köztársasági elnök, a Kormány vagy százezer választópolgár kezdeményezésére az Országgyűlés országos népszavazást rendelhet el. Az érvényes és eredményes népszavazáson hozott döntés az Országgyűlésre kötelező.
Érvényes a népszavazás, ha az összes választópolgár legalább fele érvényesen szavazott, és eredményes, ha az érvényesen szavazók több mint fele a megfogalmazott kérdésre azonos választ adott.
Országos népszavazás tárgya az Országgyűlés feladat- és hatáskörébe tartozó kérdés lehet.

#### A kötelezően elrendelt népszavazás szabályai
200 000 választópolgár kezdeményezésére az Országgyűlés köteles elrendelni az ügydöntő népszavazást. Az Országgyűlés ekkor végrehajtó szerepbe kényszerül, az Országgyűlésnek 30 napon belül el kell rendelnie, a köztársasági elnöknek 15 napon belül ki kell tűznie az ügydöntő népszavazást. Az ilyen kötelezően elrendelt népszavazás csak ügydöntő lehet. Az Országgyűlés három évig nem hozhat az ügydöntő népszavazások eredményével ellentétes határozatokat, törvényeket.

#### A fakultatív népszavazás szabályai
Az Országgyűlés mérlegelés alapján is dönthet ügydöntő népszavazás elrendeléséről, ha azt a köztársasági elnök, a Kormány, legalább 100 ezer, de kevesebb mint 200 ezer választópolgár kezdeményezi. Fakultatív népszavazás esetén az Országgyűlésnek 30 napon belül kell döntenie, hogy helyt ad-e a kezdeményezésnek. Az Országgyűlés népszavazást elrendelő határozatában fel kell tüntetni a népszavazásra bocsátott, a kezdeményezésben szereplő konkrét kérdést, valamint rendelkezni kell a népszavazás költségvetéséről is.

#### Tiltott tárgyak
Nem lehet országos népszavazást tartani
- a) az Alaptörvény módosítására irányuló kérdésről;
- b) a központi költségvetésről, a központi költségvetés végrehajtásáról, központi adónemről, illetékről, járulékról, vámról, valamint a helyi adók központi feltételeiről szóló törvény tartalmáról;
- c) az országgyűlési képviselők, a helyi önkormányzati képviselők és polgármesterek, valamint az európai parlamenti képviselők választásáról szóló törvények tartalmáról;
- d) nemzetközi szerződésből eredő kötelezettségről;
- e) az Országgyűlés hatáskörébe tartozó személyi és szervezetalakítási kérdésről;
- f) az Országgyűlés feloszlásáról;
- g) képviselő-testület feloszlatásáról;
- h) hadiállapot kinyilvánításáról, rendkívüli állapot és szükségállapot kihirdetéséről, valamint megelőző védelmi helyzet kihirdetéséről és meghosszabbításáról;
- i) katonai műveletekben való részvétellel kapcsolatos kérdésről;
- j) közkegyelem gyakorlásáról.[7]

#### Folyamata, az NVB szerepe
Országos népszavazás kitűzésére irányuló választópolgári kezdeményezést tehet olyan magánszemély, aki az országgyűlési képviselők választásán választó lehet, valamint párt és egyesület. Országos népszavazásra irányuló állampolgári kezdeményezés esetén százhúsz napig lehet aláírást gyűjteni. Fontos garanciális szabály, hogy az aláírásgyűjtő ívek mintapéldányát – hitelesítés céljából – az aláírásgyűjtés megkezdése előtt be kell nyújtani a Nemzeti Választási Bizottsághoz. A továbbiakban csak a hitelesített példánnyal megegyező íveken lehet aláírást gyűjteni.
Azonos tárgyú kezdeményezést 30 napon belül újra benyújtani nem lehet.
A Nemzeti Választási Bizottság kulcsszerepet játszik az országos népszavazás törvényességének biztosításában, a törvényes feltételek vizsgálatában, meglétük vagy hiányuk megállapításában. Az NVB és az Országgyűlés népszavazással kapcsolatos döntései ellen az Alkotmánybírósághoz lehet jogorvoslattal fordulni.
Az NVB a kérdés hitelesítéséről vagy annak megtagadásáról a benyújtástól számított 30 napon belül dönt. Határozatát nyolc napon belül kell publikálnia a Magyar Közlönyben. Az NVB akkor tagadhatja meg a hitelesítést, ha: a kérdés nem tartozik az Országgyűlés hatáskörébe; a kérdésben az Alaptörvény alapján nem lehet népszavazást tartani; a kérdés megfogalmazása nem felel meg a törvény állította követelményeknek, vagy ha az aláírásgyűjtő ív nem felel meg az előírtaknak.

### Az országos népi kezdeményezés (iniciativa)
Az országos népi kezdeményezés szabályait az országos népszavazásról és népi kezdeményezésről szóló  1998. évi III. törvény tartalmazta.
Az országos népi kezdeményezés  arra irányulhatott, hogy az Országgyűlés tűzze napirendjére a kezdeményezésben megfogalmazott kérdést. Népi kezdeményezést legalább 50 000 választópolgár nyújthatott be az Országgyűlés hatáskörébe tartozó kérdésben. Aláírásokat két hónapon át lehetett gyűjteni, és a népi kezdeményezést az aláírásgyűjtő ív hitelesítését követően egyszer lehetett benyújtani az Országos Választási Bizottság elnökéhez. A pótlólag benyújtott aláírások érvénytelennek számítottak. Az Országgyűlés köteles volt az országos népi kezdeményezést napirendjére tűzni és megtárgyalni.
Az országos népszavazásról és népi kezdeményezésről szóló  1998. évi III. törvényt a 2013. évi CCXXXVIII. törvény 2014. január 18-ától hatályon kívül helyezte és ennek keretében megszüntette az országos népi kezdeményezés jogintézményét

### Helyi népszavazások
A helyi népszavazás a község, a város, a fővárosi kerület, a főváros, illetőleg a megye lakosságának közvetlen részvétele a helyi önkormányzat hatáskörébe tartozó helyi ügyek intézésében. Helyi népszavazást kezdeményezhet a helyi képviselő-testület tagjainak legalább egynegyede, az önkormányzat bizottsága,továbbá önkormányzati rendeletben meghatározott számú választópolgár (a választópolgárok legalább 10, maximum 25 százaléka).
Hasonlóan az országos népszavazáshoz, a jogszabályok megkülönböztetnek kötelezően kitűzendő és fakultatív helyi népszavazást; utóbbi esetben a képviselő-testület mérlegelheti a helyi népszavazás kitűzését.

## A népszavazások története Magyarországon

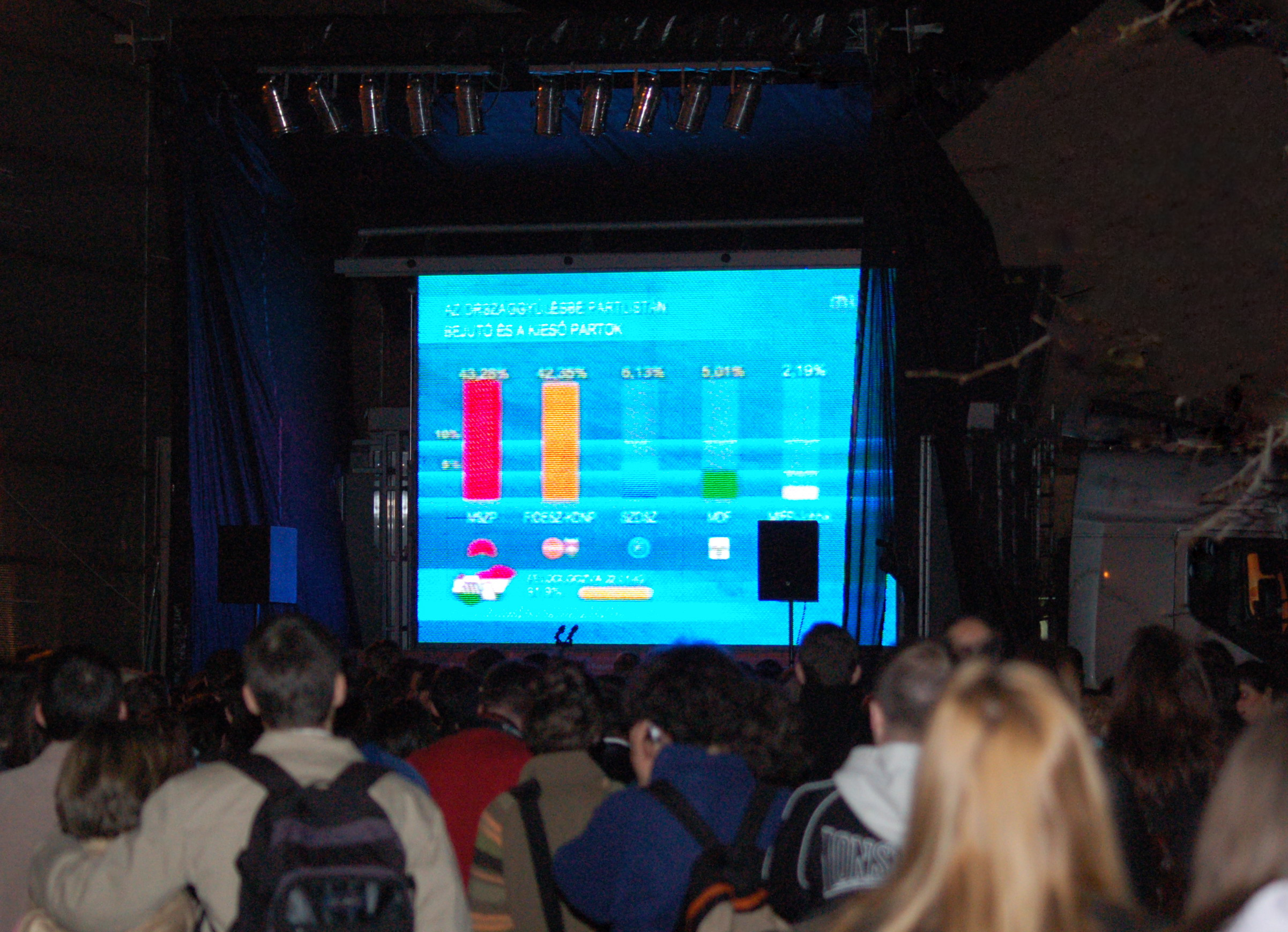
Választási eredmények kivetítése a 2006-os magyar parlamenti választáson

Már az 1848-as forradalom idején felmerült az általános választójogra alapozott népszavazások megtartásának lehetősége, ám a kor politikai életében aktív szerepet játszó polgárság és középnemesség az erős képviseleti rendszer mellett volt. A dualizmus kései időszakában a népszavazás törvényesítése ismét felvetődött, de a mellé álló, Jászi Oszkár körül csoportosuló politikai erők nem voltak képesek akaratuk érvényesítésére.
Az első magyarországi népszavazás az 1921-es soproni népszavazás volt, ám ezt nem a magyar állam szervezte. Az 1918 és 1990 között fennállt demokratikus rendszerek túl rövid élettartamúak voltak egy népszavazás lebonyolításához, míg a jobboldali és kommunista autoriter rendszerek – jellegükből adódóan – nem éltek a népszavazás eszközével. A népszavazás mint közvetlen hatalomgyakorlási forma bevezetését az 1989 előtti rendszerváltó csoportok is felvetették. Országos népszavazásokra csak az 1989-es rendszerváltás után kerülhetett sor először Magyarországon, miután az 1989-es XVII. törvény szabályozta a kérdést.

## Megtartott országos népszavazások

### 1989. november 26.
Az 1989-es őszi népszavazás és kampány volt az újjászülető magyar demokrácia első voksolásos erőpróbája. A népszavazást az ellenzéki kerekasztal négy pártja (Fidesz, FKGP, MSZDP és az SZDSZ) kezdeményezte.
Az első kérdés a rendszerváltás utáni helyzet tisztázását szolgálta, majd a pártállami diktatúra lebontását segíteni hivatott három kérdés következett. A szavazólapon az alábbi kérdéseket kellett megválaszolni:
- Csak az országgyűlési választások után kerüljön-e sor a köztársasági elnök megválasztására?
- Kivonuljanak-e a pártszervek a munkahelyekről?
- Elszámoljon-e az MSZMP a tulajdonában, vagy kezelésében lévő vagyonról?
- Feloszlassák-e a Munkásőrséget?

Az utolsó három kérdést az Országgyűlés 1989 őszén rendezte, így azok a népszavazásra elveszítették gyakorlati jelentőségüket.
Igazi politikai küzdelem csak az első kérdés körül bontakozott ki. A köztársasági elnök megválasztására vonatkozó kérdéssel az indítványozó pártok szerették volna elkerülni, hogy az akkor még MSZMP-s többségű Országgyűlés egy pártállami kötődésű köztársasági elnököt válasszon. A második cél az volt, hogy az elnököt a későbbiekben az Országgyűlés képviselői válasszák meg és ne kerülhessen sor egy népszavazási jellegű elnökválasztásra.
A népszavazás mind a négy kérdésben eredményes volt és az igenlő válaszok győzelmét hozta.

### 1990. július 29.
A magyar demokrácia második népszavazását az 1990-es országgyűlési választáson súlyos vereséget szenvedő MSZP kezdeményezte. Az MSZP a köztársasági elnök nép általi közvetlen megválasztását támogatta, ám a választások után az új parlamenti többség az államfő Országgyűlés általi megválasztása mellett foglalt állást. Az MSZP saját meggyengült népszerűségét is megpróbálta növelni azzal, hogy az államfő közvetlen megválasztását támogatók élére állt. A feltett kérdés a következő volt:
- Kívánja-e Ön, hogy a köztársasági elnököt közvetlenül válasszák meg?

A szavazást az Országgyűlés a nyaralási szezon derekára tűzte ki, ami szerepet játszott abban, hogy a voksolás érdektelenségbe fulladt. Az urnáknál csak a szavazópolgárok 14%-a jelent meg, így a szavazás érvénytelenül ért véget. A sikertelen népszavazás után az MDF és az SZDSZ korábban megkötött megállapodásának megfelelően az Országgyűlés választotta köztársasági elnökké Göncz Árpádot.

### 1997. november 16.
Magyarországot 1997 júliusában a NATO madridi csúcstalálkozója után hívták meg a védelmi szervezet tagjai közé. Az Országgyűlés ez ügyben országos ügydöntő népszavazást írt ki, amelyen a következő kérdésre kellett válaszolni:
- Egyetért-e azzal, hogy a Magyar Köztársaság a NATO-hoz csatlakozva biztosítsa az ország védettségét?

Az esemény előtt a parlament megváltoztatta a szavazás szabályait. Ezen túl a jegyzékben szereplők 25%-ának egybehangzó válasza kellett az érvényességhez. Szükség is volt erre, hiszen az urnák előtt a jogosultaknak kevesebb mint a fele jelent meg (49%). A szavazás a NATO-csatlakozást támogatók döntő győzelmét hozta, a szavazók 85%-a a belépésre voksolt. Magyarország a népszavazás után másfél évvel, 1999 márciusában vált NATO-taggá.

### 2003. április 12.
Magyarország 2002-ben sikeresen zárta le az Európai Unióval folytatott csatlakozási tárgyalásokat. Az Országgyűlés 2003. április 12-ére ügydöntő népszavazás kiírását kezdeményezte. Valamennyi parlamenti párt és számos társadalmi szervezet a taggá válás támogatására szólította fel a szavazókat. Sokakban ellenérzést keltett a kormány által életre hívott Európai Uniós Kommunikáció Alapítvány (EUKK) működése. Az EUKK csatlakozást támogató esetlen reklámkampánya hamar a viccelődés középpontjába került. A taggá válást ellenzők kevésbé szervezett kampánya a csatlakozást gyarmatosodásnak állította be, ám ezzel nem volt képes ledolgozni a támogatók táborának hatalmas többségét. Számos kritika érte a kérdésfeltevés módját is. A kritikusok azt kifogásolták, hogy a kérdés nem utal a csatlakozási szerződésre, amely – véleményük szerint – kedvezőtlen feltételek alapján teszi lehetővé a taggá válást:
- Egyetért-e azzal, hogy a Magyar Köztársaság az Európai Unió tagjává váljon?

A népszavazáson a résztvevők döntő többsége (83,76%) a csatlakozás mellett foglalt állást. Európa-szerte csalódást keltett azonban az igen alacsony részvétel (a szavazásra jogosultak 45,62%-a). A szavazás eredményének ismeretében Medgyessy Péter három nappal később Athénban aláírta Magyarország csatlakozási dokumentumait.

### 2004. december 5.

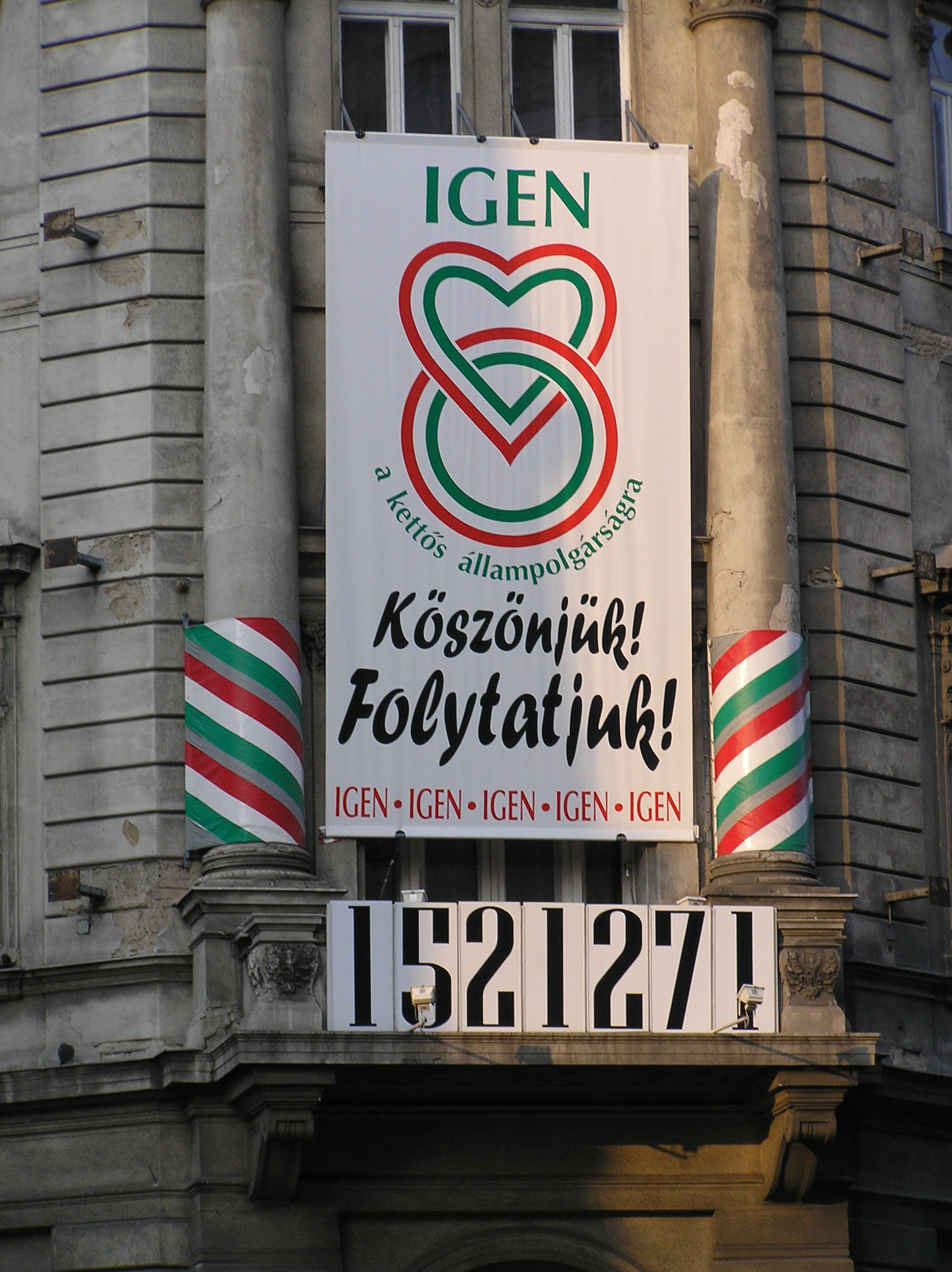
Köztéri plakát a 2004-es népszavazáson

Minden addiginál hevesebb politikai küzdelem bontakozott ki a 2004-es népszavazás során. 2004 nyarán a Magyarok Világszövetsége kezdeményezett aláírásgyűjtést a határon túl élő magyarok számára kedvezményesen megadandó magyar állampolgárságért. Fél évvel korábban a Munkáspárt is aláírásgyűjtést indított a kórházak magánosításának leállítása érdekében, melyhez a Fidesz is csatlakozott. Mádl Ferenc 2004. december 5-ére írta ki az alábbi két kérdésben az ügydöntő népszavazást:
- Egyetért-e Ön azzal, hogy az egészségügyi közszolgáltató intézmények, kórházak maradjanak állami, önkormányzati tulajdonban, ezért az Országgyűlés semmisítse meg az ezzel ellentétes törvényt?
- Akarja-e, hogy az Országgyűlés törvényt alkosson arról, hogy kedvezményes honosítással – kérelmére – magyar állampolgárságot kapjon az a magát magyar nemzetiségűnek valló, nem Magyarországon lakó, nem magyar állampolgár, aki magyar nemzetiségét a 2001. évi LXII. tv. 19. § szerinti „Magyar igazolvánnyal” vagy a megalkotandó törvényben meghatározott egyéb módon igazolja?

A népszavazáson a heves kampány ellenére csak a jogosultak 37,49%-a jelent meg. Az alacsony részvétel miatt egyik kérdésre adott válaszok aránya sem haladta meg a 25%-os limitet, ezért a szavazás eredménytelen volt.

### 2008. március 9.

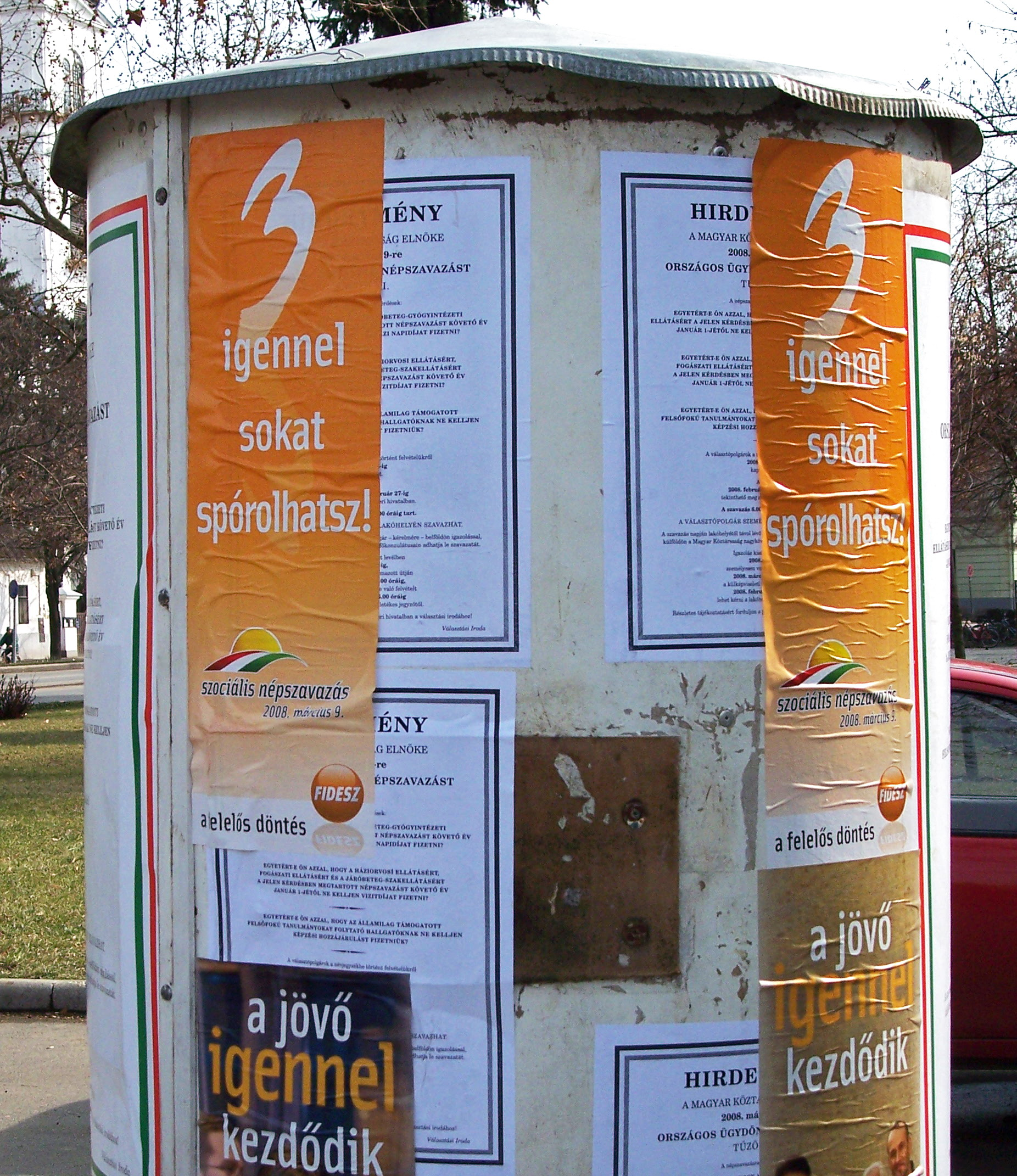
Fideszes plakátok a 2008-as magyarországi népszavazáson

A Fidesz és a KDNP 2007 őszi népszavazási kezdeményezése nyomán az Országgyűlés népszavazás kiírása mellett döntött az alábbi három kérdésben:
- Egyetért-e Ön azzal, hogy az államilag támogatott felsőfokú tanulmányokat folytató hallgatóknak ne kelljen képzési hozzájárulást fizetni?
- Egyetért-e Ön azzal, hogy a háziorvosi ellátásért, fogászati ellátásért és járóbeteg-szakellátásért továbbra se kelljen vizitdíjat fizetni?
- Egyetért-e Ön azzal, hogy a fekvőbeteg-gyógyintézeti ellátásért a jelen kérdésben megtartott népszavazást követő év január 1-jétől ne kelljen kórházi napidíjat fizetni?

A népszavazás időpontját Sólyom László 2008. március 9-re tűzte ki.
A népszavazás mindhárom kérdésben eredményes volt, 50,40%-os részvétel mellett.
A tandíj eltörléséért az érvényes szavazatot leadók 82,49%-a, a járóbeteg-ellátásért, háziorvosi ellátásért és a fogászati ellátásért fizetett „vizitdíj” megszüntetéséért érvényesen szavazók 82,69%-a , a kórházi „ágydíj” megszüntetéséért érvényesen szavazók 84,33%-a
igennel voksolt.

### 2016. október 2.

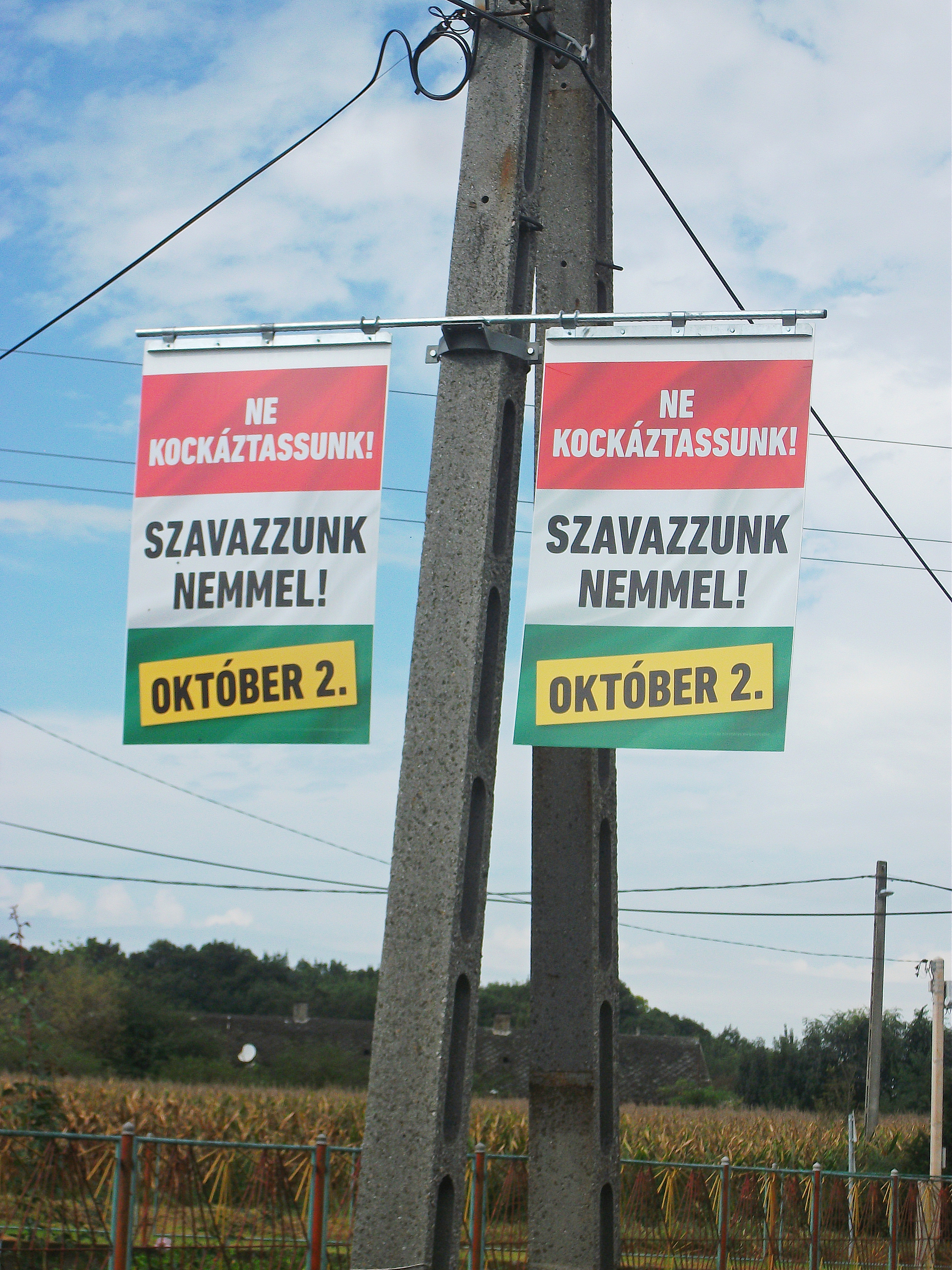
A kormány népszavazási plakátjai a Fejér megyei Zichyújfaluban

Az európai migrációs válság során az Európai Unió nyugati és déli államainak részéről felvetődött annak igénye, hogy az EU területére érkezett migránsok egy részét egy képlet alapján a migrációs válságban kevéssé érintett tagállamaiban telepítsék le. A magyar kormány kezdettől fogva tiltakozott a menekültek szétosztása ellen, majd 2016 elején népszavazást kezdeményezett az alábbi kérdésben:
- Akarja-e, hogy az Európai Unió az Országgyűlés hozzájárulása nélkül is előírhassa nem magyar állampolgárok Magyarországra történő kötelező betelepítését?[16]

A kormány és a kormánypártok a nem választ támogatták, a Jobbik szintén a nemet támogatta, de nem kampányolt, a baloldali ellenzék bojkottot hirdetett, a Magyar Liberális Párt pedig igen mellett kampányolt. Számos civil szervezet és a Magyar Kétfarkú Kutya Párt érvénytelen szavazat leadását támogatta. A népszavazás érvénytelen volt, mivel a szavazásra jogosultak kevesebb mint a fele adott le érvényes szavazatot. Az érvényesen szavazók több mint 98%-a nemmel válaszolt a feltett kérdésre.
A népszavazás érvénytelenül zárult, mivel a választásra jogosult állampolgárok 43,35% vett részt a szavazáson. A magyar népszavazások történetében ez a negyedik olyan kérdés, ami érvénytelen eredményt hozott. Hozzá kell fűzni, hogy azért lett érvénytelen a szavazás 43,35%-os részvétel mellett, mert a FIDESZ a 2011-es Alaptörvény megalkotásakor, visszaállította az 50%+1 fős érvényességi küszöböt.
A népszavazással kapcsolatban többször is megemlítették, az eredményének függvényében módosítják az alaptörvényt. Az NVB a népszavazási kezdeményezés kiírásának helyt adott, holott az alaptörvény 8.Cikk 3. a) pontja alapján nem lehet olyan népszavazási kezdeményezést kiírni, ami az alaptörvény módosítását eredményezné. Tehát maga a népszavazás kiírása is alaptörvény ellenes volt, az NVB mégis átengedte, holott ezen kívül valamennyi népszavazási kezdeményezést ugyanerre a pontra hivatkozva utasított el előtte és azóta is. Érdekes módon akkor erre szinte senkinek a figyelme nem terjedt ki.
Ugyanakkor habár Alaptörvény módosítására nem irányulhat népszavazás, később mégis erre az érvénytelen ügydöntő népszavazásra hivatkozva életbe lépett a 7. Alaptörvény-módosítás.

### 2022. április 3.

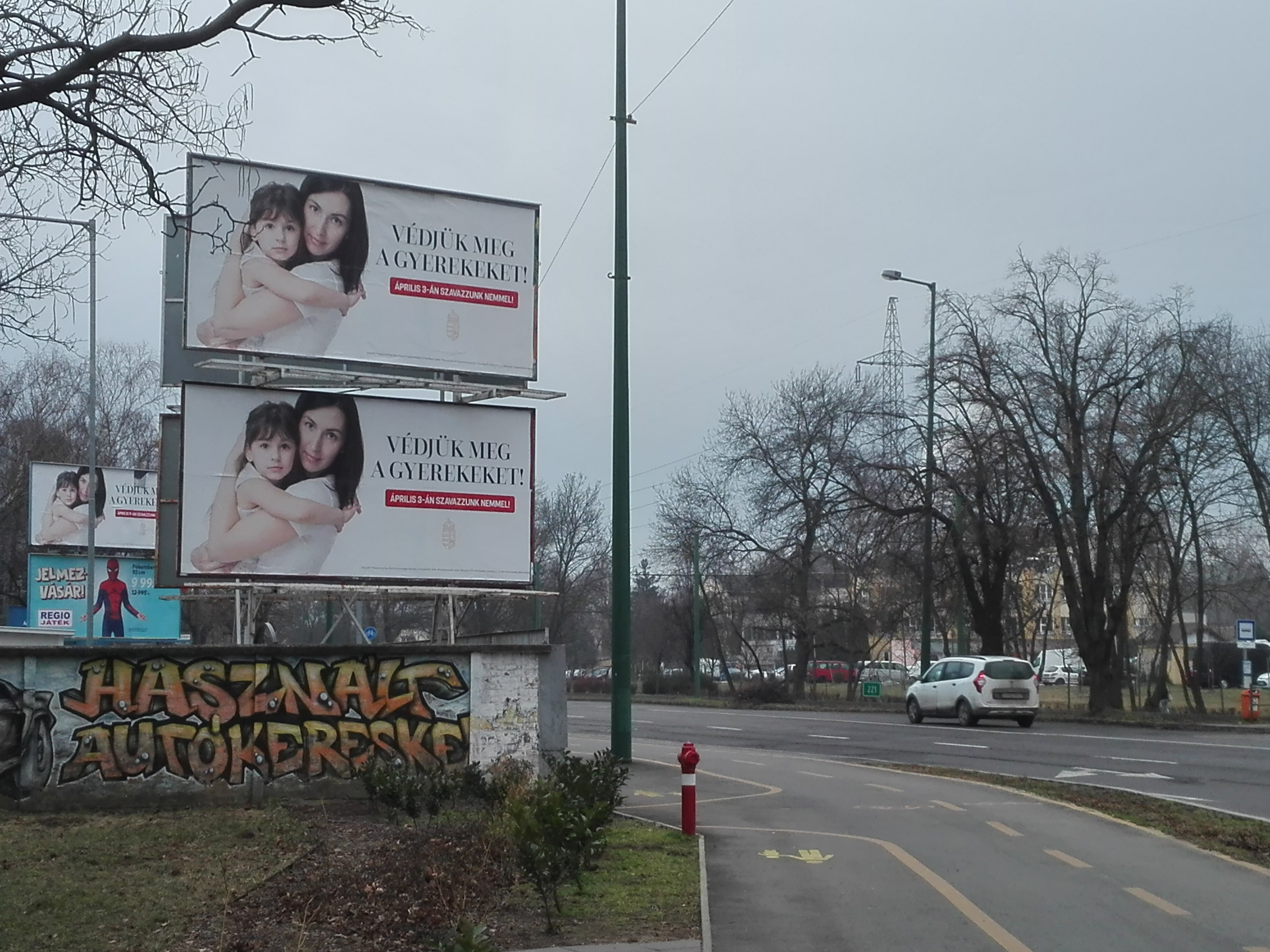
A kormány népszavazási óriásplakátja Szegeden

A kormány pedofil- és gyermekvédelmi törvényt érő sok kritika hatására népszavazást kezdeményezett az alábbi 4 kérdésben, amit az Országgyűlés egyöntetűen elfogadott:
- Támogatja-e Ön, hogy kiskorú gyermekeknek köznevelési intézményben a szülő hozzájárulása nélkül szexuális irányultságokat bemutató foglalkozást tartsanak
- Támogatja-e Ön, hogy kiskorú gyermekek számára nemi átalakító kezeléseket népszerűsítsenek?
- Támogatja-e Ön, hogy kiskorú gyermekeknek fejlődésüket befolyásoló szexuális médiatartalmakat korlátozás nélkül mutassanak be?
- Támogatja-e Ön, hogy kiskorú gyermekeknek a nem megváltoztatását bemutató médiatartalmakat jelenítsenek meg?[21]

A kormány eredeti kezdeményezésében egy ötödik kérdés is szerepelt ("Támogatja-e Ön, hogy kiskorú gyermekek számára is elérhetőek legyenek a nemátalakító kezelések?"), ám ezt a kérdést végül a Kúria megakadályozta.
A népszavazás időpontját Áder János 2022. április 3-re tűzte ki, a 2022-es országgyűlési választással egybeesően. Ezt egy, az ellenzék által javasolt törvénymódosítás tette lehetővé.
A népszavazás az összes kérdésben érvénytelenül zárult, hiszen a választópolgárok csupán 47%-a szavazott érvényesen a szükséges 50% helyett. Az érvényesen szavazók 93-95%-a nemmel szavazott. A  választópolgárok jelentős része, több, mint 20%-a érvénytelenül szavazott, erre több civil szervezet és a hatpárti ellenzéki összefogás is buzdította a szavazókat.

## Összefoglaló adatok
| Év   | Téma                                                                                            | Érvényes? | Érv. szav. | Igen      | Igen   | Nem       | Nem    |
| ---- | ----------------------------------------------------------------------------------------------- | --------- | ---------- | --------- | ------ | --------- | ------ |
| 1989 | a közt. elnök későbbi megválasztása                                                             | ✓ igen    | 4 297 751  | 2 151 926 | 50,07% | 2 145 825 | 49,93% |
| 1989 | munkahelyi pártszervezetek megszüntetése                                                        | ✓ igen    | 4 310 999  | 4 101 958 | 95,15% | 209 041   | 4,85%  |
| 1989 | MSZMP elszámoltatása                                                                            | ✓ igen    | 4 314 550  | 4 114 994 | 95,37% | 199 556   | 4,63%  |
| 1989 | munkásőrség feloszlatása                                                                        | ✓ igen    | 4 285 604  | 4 068 420 | 94,94% | 217 184   | 5,07%  |
| 1990 | a közt. elnök közvetlen megválasztása                                                           | ✗ nem     | 1 078 899  | 926 823   | 85,90% | 152 076   | 14,10% |
| 1997 | Magyarország NATO-csatlakozása                                                                  | ✓ igen    | 3 919 114  | 3 344 131 | 85,33% | 574 983   | 14,67% |
| 2003 | Magyarország EU-tagsága                                                                         | ✓ igen    | 3 648 717  | 3 056 027 | 83,76% | 592 690   | 16,24% |
| 2004 | a kórházprivatizáció visszavonása                                                               | ✗ nem     | 2 957 320  | 1 922 680 | 65,01% | 1 034 640 | 34,99% |
| 2004 | kettős állampolgárság                                                                           | ✗ nem     | 2 949 849  | 1 521 271 | 51,57% | 1 428 578 | 48,43% |
| 2008 | a kórházi napidíj megszüntetése                                                                 | ✓ igen    | 4 026 917  | 3 385 981 | 84,08% | 640 936   | 15,92% |
| 2008 | a vizitdíj megszüntetése                                                                        | ✓ igen    | 4 029 596  | 3 321 313 | 82,42% | 708 283   | 17,58% |
| 2008 | a felsőoktatási tandíj megszüntetése                                                            | ✓ igen    | 4 025 258  | 3 309 616 | 82,22% | 715 642   | 17,78% |
| 2016 | kötelező betelepítés                                                                            | ✗ nem     | 3 338 481  | 55 758    | 1,67%  | 3 282 723 | 98,33% |
| 2022 | szexuális irányultságú iskolai foglalkozások engedélyezése a szülő hozzájárulása nélkül         | ✗ nem     | 3 910 398  | 300 410   | 7,68%  | 3 609 988 | 92,32% |
| 2022 | nemi átalakító műtétek kiskorúak számára történő népszerűsítésének engedélyezése                | ✗ nem     | 3 880 381  | 158 447   | 4,08%  | 3 721 934 | 95,92% |
| 2022 | szexuális tematikájú médiatartalmak kiskorúak számára történő bemutatásának engedélyezése       | ✗ nem     | 3 872 236  | 180 802   | 4,67%  | 3 691 434 | 95,33% |
| 2022 | nemváltoztatási tematikájú médiatartalmak kiskorúak számára történő bemutatásának engedélyezése | ✗ nem     | 3 870 100  | 187 006   | 4,83%  | 3 683 094 | 95,17% |
|      |                                                                                                 |           |            |           |        |           |        |

## Sikertelen kezdeményezések
A kezdeményezések többsége nem jut el a szavazás tényleges megtartásáig. A képviseleti demokrácia (parlament) védelmében a kezdeményezésnek többszörös szűrőn kell áthaladnia a voksolásig. Ezek a szűrők hivatottak megakadályozni, hogy az alkotmányellenes, társadalmi támogatottságot nem élvező, esetleg banális kérdések eljussanak a jelentős költséget jelentő szavazás megtartásáig.
A népszavazási aláírásgyűjtés a rendszerváltozás óta népszerű módszere a politika befolyásolásának. Sok kezdeményezésnek nem is egy népszavazás kieszközölése a végső politikai célja, hanem a politikai ellenfelek sakkban tartása, egy pártot támogató réteg megszólítása a politikai holtszezonban, esetleg a közvélemény figyelmének egy problémára való ráirányítása. 
Az 1989 óta eltelt években számos visszatérő kérdés volt, amely nem kerülhetett népszavazásra. Többször kísérelték meg az elnökválasztás reformját népszavazással kikényszeríteni, ám az Alkotmánybíróság ezt a kérdést rendre elutasította. Szintén alkotmányba ütköző mivolta miatt bukott el többször is az államforma megváltoztatására (királyság helyreállítása), illetve a halálbüntetés bevezetésére tett kezdeményezés.

## Népszavazási anomáliák
A 2004-es népszavazás egyik kérdése jogi értelemben tét nélküli volt. A népszavazást a Munkáspárt kezdeményezte a Medgyessy-kormány által elfogadtatott, privatizációt is lehetővé tevő egészségügyi törvény visszavonása érdekében. A törvényt az Alkotmánybíróság még az aláírásgyűjtési időszakban megsemmisítette, az Országgyűlés ennek ellenére kiírta a népszavazást. A szavazáson tehát egy nem létező törvény semmissé tételéről kellett véleményt mondani.
Kálmán Lászlónak a Fidesz–KDNP 2006-os népszavazási kezdeményezésére reagálva a Fidesszel ellentétesen megfogalmazott kérdéseket tett fel, majd a közvélemény-kutatásokból kiderült, hogy a többség egymásnak ellentmondó tartalmú kérdésekre is „igen” választ adott. Ez azt jelenti, hogy a népszavazás kimenetelét már a kérdésfeltevés módja döntően befolyásolja.
2007 őszén elharapóztak a nagypolitika terepéről induló népszavazási javaslatok. Először Zuschlag János és más szocialista politikusok előzetes letartóztatásba helyezése után Gyurcsány Ferenc miniszterelnök állt elő hétpontos antikorrupciós csomaggal, amelynek pontjait, mint mondta, népszavazásra vinnék, ha azokat az Országgyűlésben az ellenzék nem támogatná. Ezután az ellenzéki Fidesz jelentette be, hogy ugyancsak parlamenti képviselőkön keresztül, esetleg ők is népszavazást kezdeményeznének nyolc újabb kérdésben. Eközben Szerető Szabolcs, a Magyar Nemzet főszerkesztő-helyettese, illetve Keszthelyi András, a miniszterelnök tanácsadója is beterjesztett népszavazási kérdéseket az OVB-hez.

## Az érvényességi küszöb visszaállítása
Magyarország 2011-es Alaptörvénye a népszavazások érvényességének küszöbét visszaállította az 1997-es törvénymódosítás előtt érvényes szintre: az összes szavazásra jogosult fele plusz egy főre. Ezzel – Tóth Zoltán, a Medgyessy-kormány belügyi tárcájának közigazgatási államtitkára szerint – érvényes népszavazáshoz a határon túli magyarok szavazataival együtt nagyjából 4,2 millió ember részvétele szükséges. A 2008-as szociális kérdésekről tartott népszavazáson 4,061 millió fő, vagyis a jogosultak 50,51%-a vett részt Magyarországon (ekkor még nem volt szavazati joga a határon túliaknak).

## Jogszabályok
- Magyarország Alaptörvénye
  - 2013. évi CCXXXVIII. törvény a népszavazás kezdeményezéséről, az európai polgári kezdeményezésről, valamint a népszavazási eljárásról[halott link]
    - 37/2013. (XII. 30.) KIM rendelet a népszavazás kezdeményezése során a választási irodák hatáskörébe tartozó feladatokról[halott link]
    - 2/2015. (II. 20.) IM rendelet a helyi népszavazási eljárás során a választási irodák hatáskörébe tartozó feladatok végrehajtásának részletes szabályairól és a használandó nyomtatványokról[halott link]
- 1922. évi XXIX. törvénycikk a soproni népszavazás emlékének törvénybeiktatásáról